# تایپ ۹۹
تایپ ۹۹ یا ZTZ99 یک تانک اصلی میدان نبرد نسل سوم چین (MBT) است. این وسیله نقلیه جایگزینی برای نسل قدیمی این تانک، یعنی تایپ ۸۸ بود که در اواخر دهه ۱۹۸۰ معرفی شد. تایپ 99 MBT اولین تانک اصلی میدان نبرد تولید نسل سوم چین بود. تایپ ۹۹ با استفاده از زره پوش کامپوزیت مدولار و شیب زره واکنشی انفجاری، توپ ۱۲۵ میلی‌متری با قابلیت شلیک موشک هدایت‌شونده ضدتانک، تحرک بالا، سیستم‌های دیجیتالی و اپتیک نشان دهنده یک تغییر به سمت نوسازی سریع یگان‌های زرهی ارتش آزادی‌بخش خلق است.
این تانک در سال ۲۰۰۱ وارد سرویس ارتش آزادیبخش خلق (PLA) شد. نیروی زمینی ارتش آزادیبخش خلق (PLAGF) تنها اپراتور تایپ ۹۹ است. سه نسخه اصلی از این تانک مورد بهره‌برداری قرار گرفته‌است که شامل نمونه اولیه تایپ ۹۸، تایپ ۹۹ و تایپ ۹۹آ می‌باشند. تولید و استفاده از تایپ ۹۹ به دلیل هزینه بالای آن کاهش یافته‌است، با این که همچنان به عنوان تانک اصلی میدان نبرد اصلی ارتش آزادیبخش خلق شناخته می‌شود.